# Touffreville-sur-Eu
Touffreville-sur-Eu is een gemeente in het Franse departement Seine-Maritime (regio Normandië) en telt 215 inwoners (2005). De plaats maakt deel uit van het arrondissement Dieppe.

## Geografie
De oppervlakte van Touffreville-sur-Eu bedraagt 5,6 km², de bevolkingsdichtheid is 38,4 inwoners per km².
De onderstaande kaart toont de ligging van Touffreville-sur-Eu met de belangrijkste infrastructuur en aangrenzende gemeenten.

## Demografie
Onderstaande figuur toont het verloop van het inwonertal (bron: INSEE-tellingen).